# Zofia Leszner
Zofia Leszner, po mężu Przybyłek (ur. 27 sierpnia 1924 w Brześciu, zm. 8 lutego 2019) – polska lekkoatletka, wieloboistka. Mistrzyni i reprezentantka Polski.

## Życiorys
Była zawodniczką AZS Poznań (1948–1954).
Na mistrzostwach Polski seniorów na otwartym stadionie zdobyła dziesięć medali: złoty w pięcioboju w 1951, srebrne w skoku wzwyż w 1949, w biegu na 80 metrów przez płotki w 1951, w trójboju w 1953 oraz w sztafecie 4 x 100 metrów w 1951 i 1953, brązowe w skoku wzwyż w 1950, 1951 i 1953 oraz w skoku w dal w 1951. 
W latach 1950–1951 wystąpił w trzech międzypaństwowych (bez zwycięstw indywidualnych). Reprezentowała Polskę na zawodach sportowych II Światowego Festiwalu Młodzieży i Studentów w 1949 w Budapeszcie, tam zajęła 10. miejsce w skoku wzwyż, z wynikiem 1,30 i odpadła w eliminacjach skoku w dal, z wynikiem 5,00.
Była absolwentką Studium Wychowania Fizycznego działającego w ramach Akademii Medycznej w Poznaniu (1949). Od 1950 pracowała nowo powstałej Wyższej Szkole Wychowania Fizycznego w Poznaniu, w Zakładzie Lekkiej Atletyki. W późniejszych latach mieszkała i pracowała jako nauczycielka wychowania fizycznego w Elblągu.
Rekordy życiowe:
- 80 ppł: 12,4 (6.09.1953)
- skok wzwyż: 1,51 (20.09.1953) - najlepszy wynik polskiej zawodniczki w tym roku
- skok w dal: 5,29 (27.09.1953)